# جنیفر ۸. لی
جنیفر ۸. لی (نام چینی: 李競؛ پین‌یین: Lǐ Jìng; POJ: Lí Kēng؛ زادهٔ ۱۵ مارس ۱۹۷۶) روزنامه‌نگار آمریکایی است که پیش‌تر در نیویورک تایمز فعالیت می‌کرد. او یکی از بنیان‌گذاران و رئیس استودیو ادبی Plympton است، و همچنین تهیه‌کنندهٔ مستند The Search for General Tso که برای نخستین بار در جشنواره فیلم ترایبکا ۲۰۱۴ به نمایش درآمد.
لی نایب‌رئیس زیرکمیته ایموجی یونیکد است، که وظیفه ارائه پیشنهاد در خصوص ایموجیها به کمیته فنی یونیکد را دارد. او که از جهانی بودن مفهوم کوفته (دامپلینگ) در فرهنگ‌ها و غذاهای مختلف (از جمله جیائوزی در چین، راویولی در ایتالیا، پیروگی در لهستان، امپانادا در کشورهای مختلف آمریکای لاتین) الهام گرفته بود، در معرفی ایموجی دامپلینگ به‌عنوان نامزد، نقش داشت. او همچنین هم‌نویسندهٔ پیشنهاد ایموجی حجاب اسلامی نیز بوده است.

## اوایل زندگی و تحصیلات
لی در ۱۵ مارس ۱۹۷۶ در نیویورک به دنیا آمد. والدین او مهاجرانی از کینمن بودند، گروهی از جزایر نزدیک سواحل سرزمین اصلی چین در فوجیان که تحت حاکمیت تایوان قرار دارند. لی هنگام تولد نام میانی نداشت و در نوجوانی «۸.» را به عنوان نام میانی خود انتخاب کرد. در فرهنگ چینی، عدد هشت نماد ثروت و خوش‌شانسی است.
لی در سال ۱۹۹۴ از دبیرستان هانتر کالج در منهتن فارغ‌التحصیل شد. سپس در سال ۱۹۹۹ از دانشگاه هاروارد با مدرک ریاضیات کاربردی و علم اقتصاد فارغ‌التحصیل شد.

## حرفه
لی در دوران تحصیل در هاروارد، معاون سردبیر روزنامه دانشجویی هاروارد کریمزن بود. او در دوران دانشگاه در نشریات واشینگتن پست، وال‌استریت ژورنال، بوستون گلوب، Newsday، و نیویورک تایمز کارآموزی کرد. وی در سال ۲۰۰۱ به تایمز پیوست.
لی کتابی دربارهٔ تاریخ آشپزی چینی-آمریکایی و تأثیر آن در جهان با عنوان The Fortune Cookie Chronicles نوشت، و روند نگارش آن را در وبلاگش مستندسازی کرد. وی با جاناتان کارپ، ویراستار انتشارات وارنر بوکز قراردادی امضا کرد تا کتابی در مورد این بنویسد که «چگونه غذای چینی از پای سیب آمریکایی‌تر است». او برای تبلیغ کتاب در برنامه گزارش کلبر نیز حضور یافت. این کتاب که در سال ۲۰۰۸ منتشر شد، به رتبه ۲۶ در فهرست کتاب‌های پرفروش نیویورک تایمز رسید.
در دسامبر ۲۰۰۹، لی با دریافت بازخرید داوطلبانه از نیویورک تایمز جدا شد.
لی در مقاله‌ای در سال ۲۰۰۵ در نیویورک تایمز کوشید واژهٔ "man date" (قرار مردانه) را رایج کند که بعدها الهام‌بخش ساخت فیلم دوستت دارم، مرد در سال ۲۰۰۹ شد.
او عضو هیئت مشاوره بنیاد جان اس. و جیمز ال. نایت در پروژه «چالش اخبار» بوده و به ویکی‌لیکس در زمینه روابط عمومی کمک کرده است. او در انتشار ویدئویی از تهاجم هوایی بغداد، ۱۲ ژوئیه ۲۰۰۷ توسط این سازمان نیز نقش داشت.
لی در هیئت‌مدیره مرکز یکپارچگی عمومی عضویت دارد، همچنین عضو هیئت مشاور بنیاد نیمن برای روزنامه‌نگاری و کارگاه نویسندگان آمریکایی آسیایی‌تبار نیز هست. همچنین یکی از مشاوران Upworthy است.
در سال ۲۰۱۱، لی به همراه نویسنده یائل گلدستاین لاو استودیوی ادبی Plympton, Inc. را بنیان‌گذاری کرد. این استودیو بر انتشار سریال برای پلتفرم‌های دیجیتال تمرکز دارد. سرمایه‌گذاران این استودیو شامل هم‌بنیان‌گذار ردیت آلکسیس اوهانیان، شریک وای کامبینیتر Garry Tan، بنیان‌گذار دلیشز جاشوا شاکتر، بنیان‌گذار Hipmunk آدام گلدستاین، بنیان‌گذار Inkling مت مک‌اینیس، استاد مدرسه حقوق کلمبیا تیم وو، هم‌بنیان‌گذار کورا چارلی چیور و تونی هسیه از Vegas Tech Fund بودند. نخستین مجموعه این استودیو در سپتامبر ۲۰۱۲ به‌عنوان بخشی از برنامه Kindle Serials عرضه شد. اپلیکیشن آن‌ها به نام Rooster که در مارس ۲۰۱۴ راه‌اندازی شد، یک سرویس مطالعه موبایلی برای آی‌اواس ۷ است.
در سال ۲۰۱۲، لی به همراه دو برادر برنامه‌نویس، اریک پرایس دانشجوی کارشناسی ارشد مؤسسه فناوری ماساچوست و گرگ پرایس از شرکت Tddium، وب‌سایتی به نام NewsDiffs ایجاد کرد که نسخه‌های ویرایش‌شده مقالات از نیویورک تایمز، سی‌ان‌ان، پلیتیکو، واشینگتن پست و بی‌بی‌سی را آرشیو می‌کند. آن‌ها این وب‌سایت را در طی ۳۸ ساعت (شامل خواب) طی رویداد هکاتون Knight-Mozilla-M.I.T. در تاریخ ۱۶ تا ۱۷ ژوئن ۲۰۱۲ در آزمایشگاه رسانه ام‌آی‌تی طراحی کردند.
لی همچنین تهیه‌کننده مستند Artificial Gamer است.